# Queremos un hijo tuyo
Queremos un hijo tuyo es una película española de comedia estrenada en 1981, escrita y dirigida por Mariano Ozores y protagonizada en los papeles principales por Fernando Esteso y Juanito Navarro.

## Sinopsis
Amancio es un empresario que necesita tener un hijo que herede las acciones de su compañía, para de este modo poder seguir controlándola. Tras casarse con una mujer mucho más joven que él descubre que no puede tener hijos. Así pues, pretende que su jardinero Lorenzo deje embarazada a su mujer, ya que tiene fama de ser buen semental. Todo va según lo previsto hasta que descubre que el jardinero es un hijo ilegítimo que tuvo en su juventud con Segundina, la guardesa de la finca. Finalmente, Amancio reconoce a su hijo y cree haber recuperado el control de la compañía.

## Reparto
- Juanito Navarro como Don Amancio.
- Fernando Esteso como Lorenzo.
- Silvia Aguilar como Laura.
- Florinda Chico como Segundina.
- Ricardo Merino como Carlos.
- Rafael Hernández como Enrique.
- Loreta Tovar como Marta.
- Isabel Luque como	Mercedes.
- Francisco Camoiras como Higinio.
- Adrián Ortega como	Cornelio.
- Tito García como Hermano de Martirio.
- Antonio Ozores como Doctor Andrés Sánchez.
- Luis Lorenzo como Gay.
- Adriana Ozores como Virtudes - secretaria de D. Amancio